# Gilbert von Poitiers

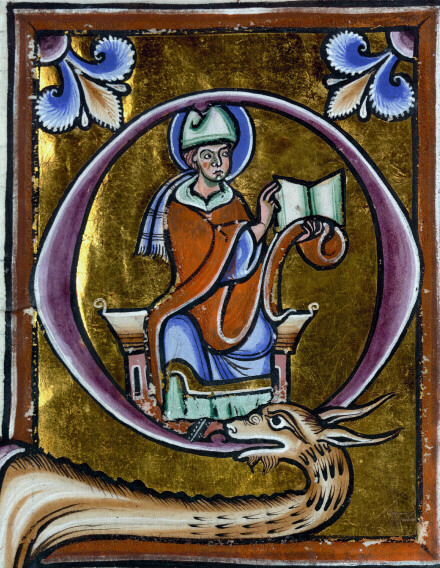
Gilbert de la Porrée

Gilbert von Poitiers oder Gilbert de la Porrée, auch Gilbert Porreta, Gilbertus Porretanus (* ~1080; † 1155), war ein französischer scholastischer Philosoph und Theologe. Er wurde im Jahre 1142 Bischof von Poitiers.

## Leben
Der Schüler Bernhards von Chartres, Anselms von Laon und Radulfs von Laon war Lehrer in Poitiers, Chartres und Paris und kommentierte u. a. den Boethius.
Er war Vertreter des Realismus im Universalienstreit. Gilbert unterschied wohl als erster Individualität (beruhend auf partieller Unähnlichkeit der Eigentümlichkeit eines Seienden mit anderen) und Singularität (allem Seienden zukommend, welche insofern konform sind). Gilbert wurde u. a. von Bernhard von Clairvaux wegen seiner sprachlogischen Distinktion zwischen Gott und Gottheit angegriffen und auf dem Konzil zu Reims 1148 angeklagt. Otto von Freising schildert ausführlich seinen Prozess.
Gilbert war eine Leuchte seiner Zeit. Für seine Freunde und Schüler überragte der Bischof von Poitiers alle Zeitgenossen in allen Wissenschaften und verdiente einen klangvolleren Namen als selbst Plato. Für seine Bewunderer war Gilbert das gleichrangige Du der Weisheit und aus ihm schien sogar gleichsam 'die Quelle der Philosophie' zu fließen.

## id quod - id quo
Die Hauptleistung Gilberts besteht in der Unterscheidung zwischen id quod und id quo.
Wörtlich übersetzt bedeuten die beiden Ausdrücke: „das, welches ist“ und „das, wodurch es ist“. Ihre Verknüpfung wird sofort klar, wenn wir den Bezug zum Gegenpol (in Klammern) jeweils mitdenken: „id quod est (eo quo est)“ und „id, quo est (id quod est)“ Das quod ist also durch das quo und das quo ist jenes, wodurch das quod ist. Der Ursprung dieser Redeweise liegt im Platonismus, wo ja in einem wahren Sinn das Einzelne durch die Idee ist.
Theologisch angewandt hat das Kategorienpaar quod/quo aber allen platonischen Geschmack verloren. Darum dürfen wir es frei und weiterführend mit „Wer“ und „Was“ übersetzen. Id quod est bedeutet in der Theologie immer ein Wer, eine Person; id quo est bedeutet eine Natur, einen Umstand, eine Weise zu sein, kurz: ein Was. Jedes Wer ist auf die Weise irgendeines Was, und ein Was ist nicht eigentlich selbst, sondern als Seinsweise eines Wer.
Zweierlei leistet diese Begrifflichkeit:
Erstens verknüpft sie, als verschiedene Begriffe miteinander und durcheinander denkbar, zwei Ausdrücke (Natur und Person), welche die alte Kirche (mit einer gewissen Willkür und Zufälligkeit) mittels verschiedener Namen eines ursprünglich einzigen Begriffs (der konkreten Substanz) als dogmatische Grundkategorien geschaffen hat, ohne sie in eine verständliche Beziehung zueinander zu bringen.
Zweitens übertrifft Gilberts Leistung alle vorherigen Versuche, Natur und Person ins Verhältnis zu setzen, dadurch, dass er die konkrete Substanz als solche zu einem Begriffspaar auseinander spreizt. Wie war es zuvor gewesen? Da bedeutete jedes Verständnis der beiden christlichen Grunddogmen (Trinität und Inkarnation) einen Verlust entweder an Konkretheit oder an Substantialität. Die Dreifaltigkeit konnte aufgefasst werden entweder als die eine Substanz mit drei (akzidentellen) Relationen (Augustinus) oder als die (allgemeine) Natur in drei konkreten Verwirklichungen (Kappadozier). Und die Einheit der Person Christi in zwei Naturen vergleicht noch Boethius ungescheut mit der Einheit eines Chores; der Unterschied zwischen Natur und Person ist für ihn der zwischen einem Allgemeinen und einem Besonderen.
Wollte man also die Worte Natur und Person verständlich aus- und gegeneinanderhalten, so konnte nur entweder die Substanz einem Akzidens oder die spezifische der konkreten Substanz gegenübergestellt werden. Beide Denkmöglichkeiten sind aber natürlich (das wusste man auch damals!) auf die Dogmen nicht anwendbar. Fügte man als Selbstverständlichkeit bei, dass es in Gott keine Akzidentien gebe und Christi Menschheit ebenfalls konkret sei, so erfolgte diese Klärung nicht harmonisch, sondern gewaltsam von außen her und nahm alle Verständlichkeit, die das Schema versprochen hatte, wieder fort. So fand man sich in ausweglosen Engpässen vor, über die vor Gilberts Distinktion zwar der Glaube, aber nicht das Denken hinwegkam.
Sie allein gibt freilich noch keinerlei Antwort auf die Frage, wie sich in der Dreifaltigkeit die verschiedenen Personen und beim Gottmenschen die verschiedenen Naturen jeweils zueinander verhalten. Wohl aber hat Gilbert, und bis heute er allein, zur Mitte seines Denkens ein analog in gleicher Weise auf beide Dogmen anwendbares Begriffsschema, ohne welches diese weiteren Fragen nicht ausgewogen zu beantworten sein dürften, in welchem sie aber auch, als freilich sehr verschiedene Ausfaltungen einer Struktur, fest miteinander verbunden sind.
Um im katholisch/orthodoxen Dialog bei der Frage der göttlichen Energien eine Annäherung zu ermöglichen, wurde 1964 ein Rückgriff auf Gilbert als hilfreich befunden; der damals entworfene „Neu-Porretanismus“ ist inzwischen im Netz veröffentlicht.